# Chellaston
Chellaston – dzielnica miasta Derby, w Anglii, w Derbyshire, w dystrykcie (unitary authority) Derby. W 2011 roku dzielnica liczyła 15 198 mieszkańców. Chellaston jest wspomniana w Domesday Book (1086) jako Celerdestune/Celardestune.